# 陸前階上車站
陸前階上車站（日语：／ Rikuzen-hashikami eki */?）是一位於日本宮城縣氣仙沼市、東日本旅客鐵道（JR東日本）氣仙沼線沿線的BRT車站。陸前階上是一由氣仙沼車站代為管理的無人車站，屬JR東日本盛岡支社的管轄範圍。

## 車站構造
島式月台1面2線的地面車站。氣仙沼站管理的無人站。

### 月台配置
| 月台 | 路線      | 方向 | 目的地             |
| ---- | --------- | ---- | ------------------ |
| 1    | ■氣仙沼線 | 下行 | 氣仙沼方向         |
| 2    | ■氣仙沼線 | 上行 | 前谷地、小牛田方向 |

## 歷史

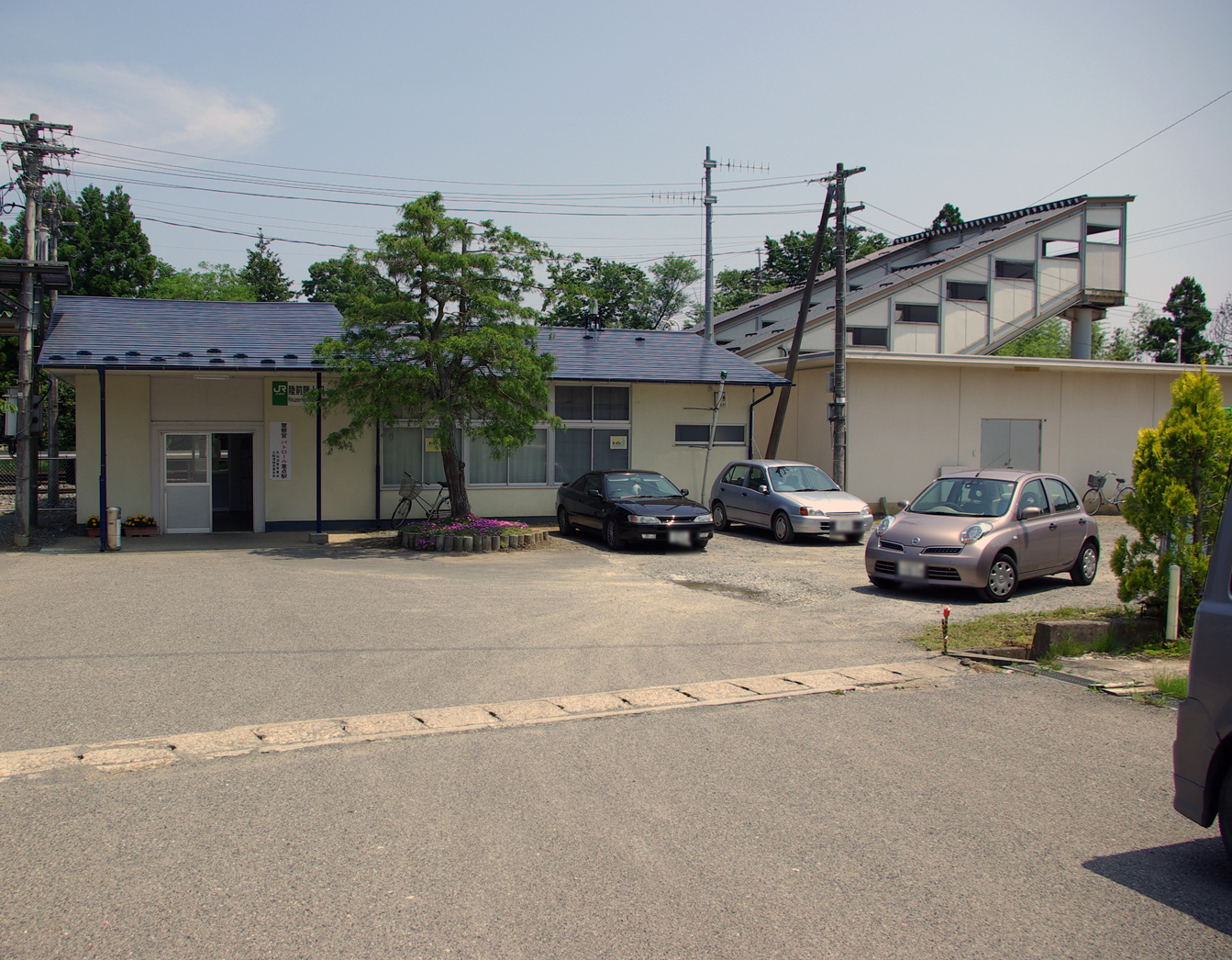
震前的陆前阶上站（2009年）

- 1957年（昭和32年）2月11日 - 車站啟用。
- 1972年（昭和47年）2月1日 - 車站無人化。
- 1987年（昭和62年）4月1日 - 日本國鐵分割民營化，車站管轄劃歸由東日本旅客鐵道繼承。
- 2011年（平成23年）3月11日：因東日本大震災而暂停运行。
- 2012年（平成24年）8月20日：以BRT方式暂时重建。
- 2020年（令和2年）4月1日：随着柳津-气仙沼段铁路线废线，不再作为铁路站[1]。

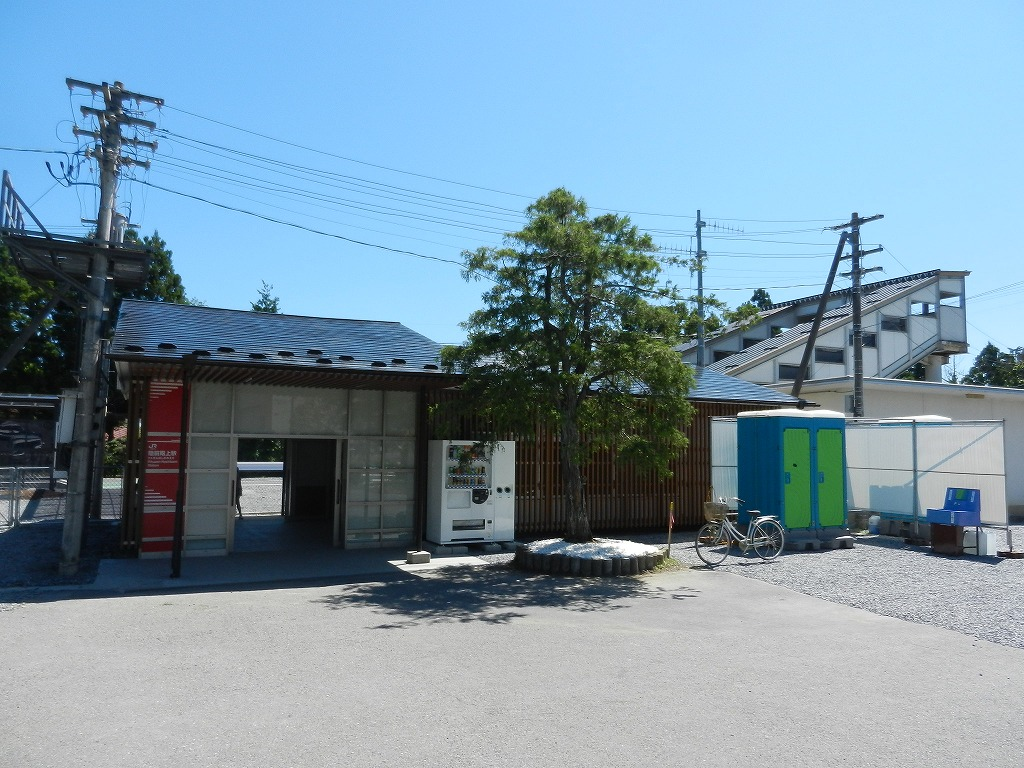
震後重建的BRT站台（2012年）

## 車站週邊
- 國道45號
- 氣仙沼市役所階上出張所
- 陸前階上郵局
- 气仙沼市東日本大震灾遗址･传承館（赈灾遗址，气仙沼向洋高等学校，波路上旧校舍）

## 相鄰車站
東日本旅客鐵道
■氣仙沼線（BRT路段）
大谷町－陸前階上－最知

## 外部連結
- （日語）陸前階上車站（JR東日本） （页面存档备份，存于）

1. ↑   (PDF). 東日本旅客鉄道株式会社. 2019-11-12. （原始内容 (PDF)存档于2019-11-12） （日语）.